# Regney
Regney é uma comuna francesa na região administrativa do Grande Leste, no departamento de Vosges. Estende-se por uma área de 3.9 km². Em 2010 a comuna tinha 94 habitantes (densidade: 24,1 hab./km²).